# Brenda Hanst
Brenda Hanst (Barranquilla, Atlántico, Colombia, 4 de junio de 1981) es una actriz colombiana de televisión, cine y teatro.

## Biografía
Brenda Hanst vivió desde los 10 años en Venezuela. A los 14 le propusieron ser modelo de la agencia Bookings Models, y aceptó. Como modelo de pasarelas ha lucido diseños de Ángel Sánchez y Tommy Hilfiger. Presentó casting en Radio Caracas Televisión y la seleccionaron para que encarnara un personaje en la novela Negra consentida. Además, le dieron una beca para que estudiara antes de que empezaran las grabaciones.
En Caracas participó en varias novelas. Fue a Colombia para una audición y se residenció en esa ciudad. Ha participado en grandes producciones como Sala de urgencias, El capo 2, y Tarde lo conocí. Protagonizó la película Mi gente linda, mi gente bella, 

## Filmografía

### Televisión
- El Señor de los Cielos (2023) — Caridad Mendoza[1]
- Enfermeras (2022)
- Verdad oculta (2020) — Intendente Irma Castaño
- Bolívar (2019) — Julia Corbier
- Tarde lo conocí (2017-2018) — Francisca
- La ley del corazón (2016-2017) — Liliana González
- La niña (2016) — Doctora Silvia Lozano
- Celia (2015) — Ana Alfonso
- Sala de urgencias (2015) — Isabel
- Tres Caínes (2013) — Reparto
- ¿Dónde carajos está Umaña? (2012-2013) — Participación Especial
- El capo 2 (2012) — Esposa de Tato
- A corazón abierto (2010) — Participación Especial
- Caramelo e' Chocolate (2008) — Micaela Morado
- Y los declaro marido y mujer (2006) — Meche
- Amor a palos (2005) — Selena Granados
- Negra consentida (2004) — Tibisay María Blanco Guaramat

### Cine
- Luisa (2016) — Antonia
- Mi gente linda, mi gente bella (2011) — Silvia
- Amante de Ensueño (2011) — Grace
- La mujer del coronel (2010) — Reparto[2]
- Son de calle (2009) — Reparto
- Puras joyitas (2007) — Reparto
- Sr. Presidente (2007) — Reparto

### Animación
- De boca en boca (2013)